# Саранчуков Віталій Павлович
Віталій Павлович Саранчуков (нар. 1 червня 1979) — український та російський футболіст, півзахисник. Рекордсмен «Кримтеплиці» за кількістю проведених матчів за команду. У складі клубу зіграв у всіх десяти сезонах на професіональному рівні.

## Життєпис
Вихованець сімферопольського Училища олімпійського резерву, де його тренером був Віктор Орлов. По закінченню училища в 1996 році Віталій розпочав професіональну кар'єру в мелітопольському «Торпедо». У складі команди у Другій лізі України дебютував 8 вересня 1996 року в домашньому матчі проти южноукраїнської «Енергії» (1:0). Свій другий й останній поєдинок у складі команди провів наприкінці сезону, 10 травня 1997 в матчі проти харківського «Металіста-2», на позиції воротаря (1:1).
Потім поїхав в Росію, де грав у краснодарському місті Темрюк. Згодом виступав у чемпіонаті Одеської області за «СК Одеса». У 2000 році був гравцем відродженого сімферопольського «Динамо» в чемпіонаті Криму, при цьому їздив на матчі команди з села Кісточкове Нижньогірського району.
У 2001 році Олександр Шудрик запросив футболіста до складу «Кримтеплиці» з Молодіжного, яка виступала в чемпіонаті Криму. Шудрик працював головним тренером мелітопольського «Торпедо», в якому грав Віталій. Разом з «теппличниками» став переможцем Всеукраїнських сільських спортивних ігор, які пройшли в жовтні 2001 року в Броварах. У 2002 році «Кримтеплиця» стала переможцем чемпіонату Криму. Першу половину 2003 роки команда виступала в аматорському чемпіонаті України.
У сезоні 2003/04 років «Кримтеплиця» розпочала виступати в другій лізі. У листопаді 2003 року разом з командою став переможцем Кубка Кримтеплиці. За підсумками сезону «молодіжненці» посіли третє місце у Другій лізі. Наступного сезону «Кримтеплиця» стає переможцем другої ліги і отримує право виступати у Першій лізі України. У сезоні 2006/07 «тепличники» вперше зайняли четверте місце в Першій лізі і дійшли до 1/8 фіналу Кубка України, де поступилися сімферопольській «Таврії» (1:2).
У 2007 році Саранчуків закінчив Таврійський національний університет імені В. І. Вернадського за фахом «фізичне виховання». Наприкінці лютого і на початку березня 2008 року разом з «Кримтеплицею» пройшов збори в Туреччині. Свій 150-й матч у складі команди провів 1 серпня 2008 року проти овідіопольського «Дністра» (4:0). У лютому 2009 року став бронзовим призером Кубка Кримтеплиці.
У червні 2009 року уболівальники визнанли Саранчукова найкращим футболістом десятиліття. 20 червня 2009 роки зіграв у товариському матчі проти ветеранів московського «Спартака» в рамках святкування десятиліття клубу. У жовтні 2009 року виступав за фарм-клуб «Кримтеплиці» — «Спартак» у Кубку української ліги. У грудні 2009 року в складі «Спартака» став переможцем Кубка мера Сімферополя. У лютому 2010 року «Кримтеплиця» завоювала кубок свого імені. Навесні 2010 року отримав травму, через яку деякий час не грав. Свій 200-й матч у складі «Кримтеплиці» провів 14 серпня 2010 року проти київського «Динамо-2». Після матчу з київським «Динамо-2», 24 вересня 2011 року, в якому Віталій відзначився голом, сайт Football.ua включив його до символічної збірної туру. Саранчуков став автором 300-го голу «Кримтеплиці», 22 жовтня 2011 року, в грі проти ужгородської «Говерли-Закарпаття» (1:0). У лютому 2012 року «Кримтеплиця» знову завоювала однойменний кубок. У березні 2012 року разом з командою вирушив на збори до Туреччини.
Після закінчення сезону 2012/13 «Кримтеплиця» припинила існування, а Саранчуков завершив кар'єру. Віталій був капітаном команди, також очолює «клуб Віталія Саранчукова» куди входять гравці «Кримтеплиці», які зіграли найбільше матчів у складі «молодіжненців».
З 2012 року по 2014 рік виступав за аматорську команду КСК Ялта в чемпіонаті Ялти. У березні 2013 року потрапив до збірної Ялти, яка планувала брати участь в чемпіонаті Криму. Після окупації Криму отримав російське громадянство. У 2014 році грав у чемпіонаті Криму за молодёжненскій «Спартак-КТ». Потім, знову виступав за КСК Ялта. У 2015 році грав у Всекримському турнірі за «Ялту», а пізніше за ялтинську команду FNN.
З 2015 року працює викладачем в сімферопольській Академії біоресурсів і природокористування. Саранчуков був головним тренером команди академії яка виступала в чемпіонаті Сімферополя.
Також грав у футзал у чемпіонаті Криму за команди «Спартак», «Ронда», «Агроуніверситет» і ветеранську СКФ.
З жовтня 2017 року працює спортивним директором клубу «Кримтеплиця». Станом на 2018 рік перебував на посаді викладача факультету фізичної культури і спорту ТА КФУ.
З 28 квітня по 8 червня 2018 року був головним тренером «Кримтеплиці».

## Досягнення
- Друга ліга чемпіонату України
  -  Чемпіон (1): 2004/05
  -  Бронзовий призер (1): 2003/04

## Особисте життя
Дружина Людмила — легкоатлетка, з нею познайомився під час навчання в училищі олімпійського резерву. Два сини-близнюки.

## Статистика
| Сезон   | Клуб                   | Ліга               | Чемпіонат | Чемпіонат | Кубок | Кубок |
| Сезон   | Клуб                   | Ліга               | Матчі     | Голи      | Матчі | Голи  |
| ------- | ---------------------- | ------------------ | --------- | --------- | ----- | ----- |
| 1996/97 | «Торпедо» (Мелітополь) | Друга ліга України | 2         | 0         | 0     | 0     |
| 2003/04 | «Кримтеплиця»          | Друга ліга України | 29        | 3         | 1     | 0     |
| 2004/05 | «Кримтеплиця»          | Друга ліга України | 25        | 1         | 1     | 0     |
| 2005/06 | «Кримтеплиця»          | Перша ліга України | 27        | 1         | 1     | 0     |
| 2006/07 | «Кримтеплиця»          | Перша ліга України | 28        | 2         | 3     | 0     |
| 2007/08 | «Кримтеплиця»          | Перша ліга України | 35        | 1         | 1     | 0     |
| 2008/09 | «Кримтеплиця»          | Перша ліга України | 27        | 2         | 1     | 1     |
| 2009/10 | «Кримтеплиця»          | Перша ліга України | 15        | 0         | 3     | 0     |
| 2010/11 | «Кримтеплиця»          | Перша ліга України | 28        | 0         | 1     | 0     |
| 2011/12 | «Кримтеплиця»          | Перша ліга України | 28        | 3         | 1     | 0     |
| 2012/13 | «Кримтеплиця»          | Перша ліга України | 9         | 0         | 1     | 0     |

Джерела:
- Статистика — Профіль футболіста на сайті FootballFacts.ru (рос.)